# Marsili
Pour les articles homonymes, voir Marsili (homonymie).
Le Marsili est un volcan sous-marin situé dans la mer Tyrrhénienne, au nord de la Sicile et des îles Éoliennes. Il fait partie de l'arc Éolien, un arc volcanique.

## Géographie
Il se présente sous la forme d'une montagne allongée d'environ 70 kilomètres de longueur sur 30 kilomètres de largeur pour une hauteur de 3 kilomètres ce qui le fait culminer à 779 mètres sous le niveau de la mer. Ses éruptions débutées il y a un million d'années ont peu à peu construit l'édifice couronné d'environ 80 cônes volcaniques. Si son activité volcanique modérée ne présente aucun risque pour les populations côtières des environs, celles-ci sont cependant soumises à un risque de tsunami si l'un des flancs du volcan venait à s'effondrer, éventuellement à la faveur d'un séisme.

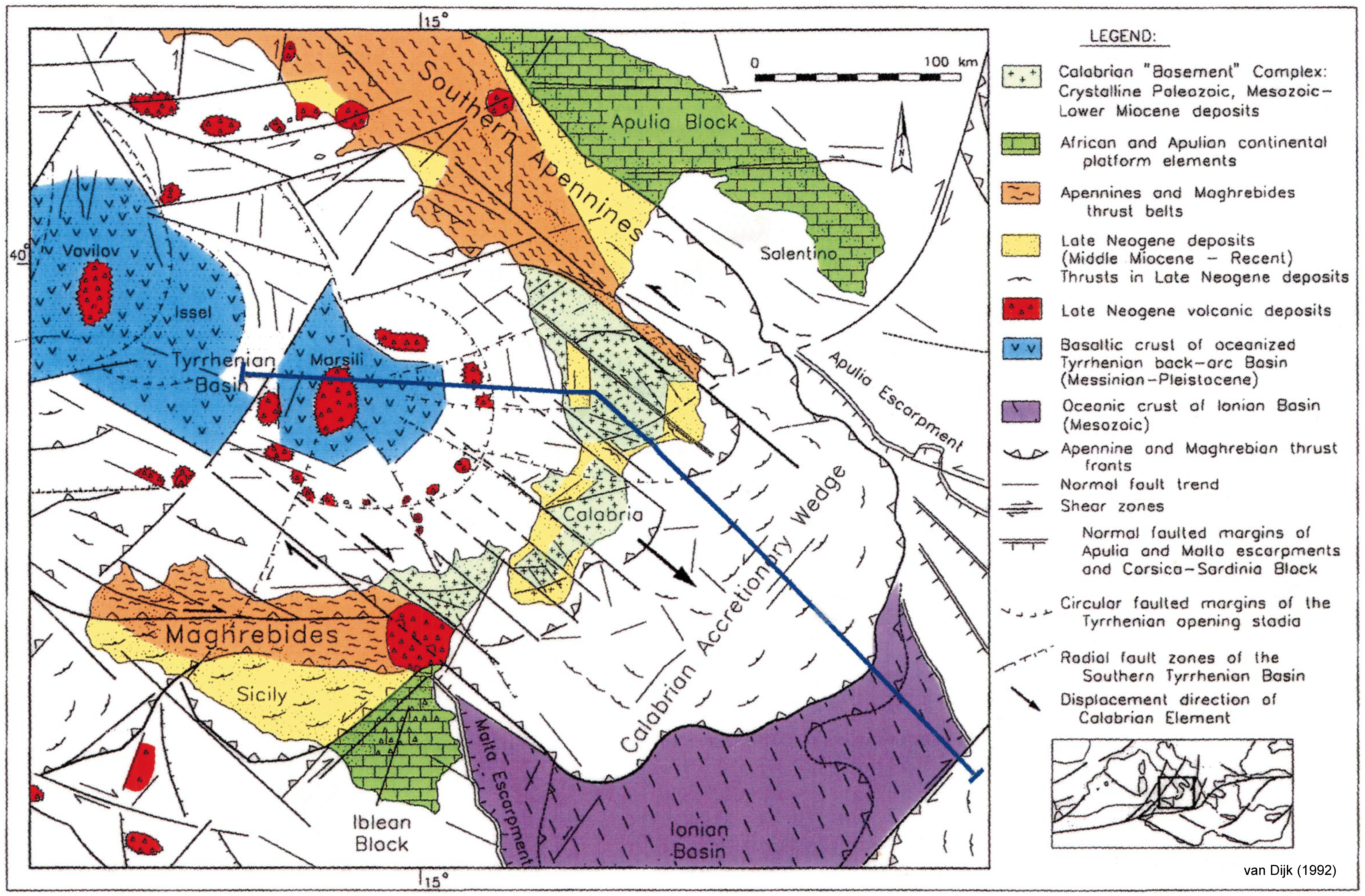
Carte géologique du centre de la mer Méditerranée autour de la Calabre avec le Marsili sur la gauche ; le trait de coupe correspond à la coupe géologique sur l'image à droite.

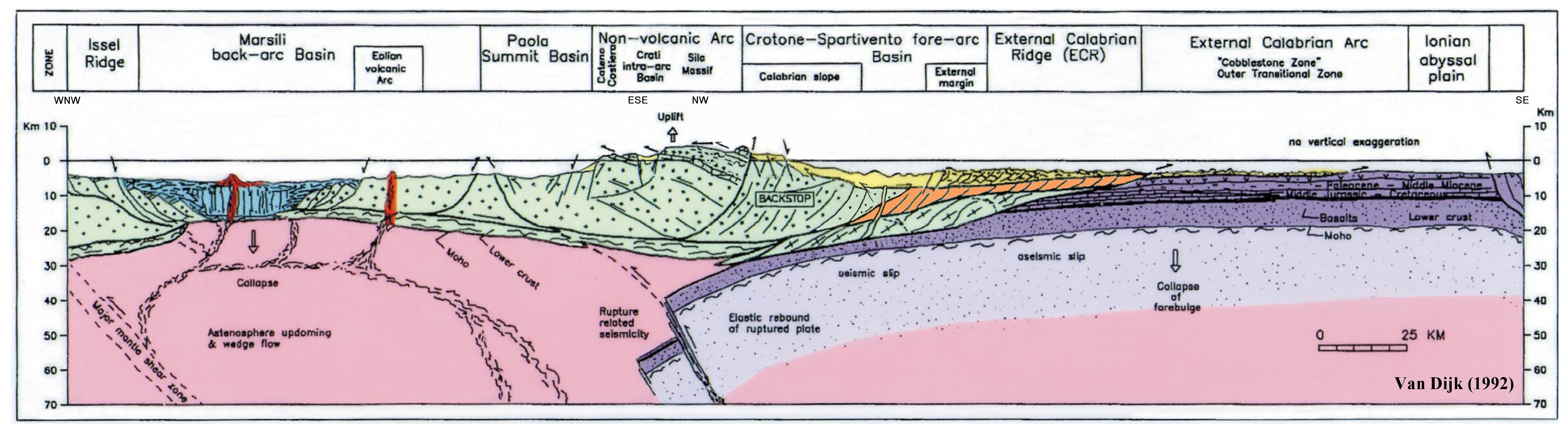
Coupe géologique du centre de la mer Méditerranée autour de la Calabre avec le Marsili sur la gauche ; le trait de coupe est représenté sur l'image à gauche.

## Hommage
L'astéroïde (40134) Marsili porte son nom.